# پل ابوت
پل ابوت (انگلیسی: Paul Abbott؛ زادهٔ ۲۲ فوریهٔ ۱۹۶۰) یک تهیه‌کننده تلویزیونی، و فیلم‌نامه‌نویس اهل بریتانیا است.

## بخشی از فیلم‌شناسی
- وضعیت فعلی (۲۰۰۳)
- بی‌شرم (از ۲۰۱۱)